# Trifolium haussknechtii
Trifolium haussknechtii är en ärtväxtart som beskrevs av Pierre Edmond Boissier. Trifolium haussknechtii ingår i släktet klövrar, och familjen ärtväxter. Inga underarter finns listade i Catalogue of Life.